# Thyreus chinensis
Thyreus chinensis là một loài Hymenoptera trong họ Apidae. Loài này được Radoszkowski mô tả khoa học năm 1893.